# Orsimonia
Orsimonia is een geslacht van hooiwagens uit de familie Assamiidae.
De wetenschappelijke naam Orsimonia is voor het eerst geldig gepubliceerd door Roewer in 1935. 

## Soorten
Orsimonia omvat de volgende 2 soorten:
- Orsimonia filipes
- Orsimonia gracillimus